# Népszerű Természettudományi Könyvtár
A Népszerű Természettudományi Könyvtár egy 20. század első felében megjelent magyar természettudományos könyvsorozata.

## Története
Az 1910 és 1944 (?) között az Királyi Magyar Természettudományi Társulat által kiadott kötetek a Természettudományi Könyvkiadó Vállalathoz hasonlóan, ám annak vaskos köteteinél rövidebb, kevésbé költséges formában magyar nyelvű monográfiákat tartalmaztak a csillagászat, a fizika, a biológia, az ásványtan, és a meteorológia területéről. A kiadó ezzel a sorozattal  olyan útmutatókat adott az olvasók kezébe, amelyek segítségével azok szakszerűen végezhetik a természetben gyűjtő munkájukat, megfigyeléseiket.

## Kötetei
A sorozat kötetei nem rendelkeznek fakszimile kiadással.
- 1. Wodetzky József: Üstökösök (1910)
- 2. Steiner Szilárd: A színes fotografozás (1913)
- 3. Szabó Zoltán: Kirándulók zsebkönyve. I. Növénytani rész. Útmutató növények gyűjtésére, konzerválására, növénygyűjtemények berendezésére és növénytani megfigyelésekre (1913)
- 4. Kelen Béla: Gyógyítás röntgen-, rádium- és ibolyántúli sugarakkal (1923)
- 5. Kormos Tivadar: Az ősember világa (1926)
- 6. Szabó Zoltán: A szobai növények élete és gondozása (1928)
- 7. Zelovich Kornél: A jövő energiaforrásai (1928)
- 8. Klobusitzky Dénes: Hormónok és hormónhatások. A belső elválasztó mirigyek és működésük (1930)[2]
- 9. Behyna Miklós: Az akvárium berendezése és gondozása (1931)
- 10. Reichert Róbert – Zeller Tibor – Koch Sándor: Ásványhatározó (1931)
- 11. Valter László: A mikroszkóp és kezelése (1931)
- 12. Dudich Endre: Az aggteleki cseppkőbarlang és környéke (1932)
- 13. Bíró Lajos: Újguineai utazásom emlékei (1932)
- 14. Ballenegger Róbert: A termőföld hibái (1933)
- 15. Aujeszky László: Az időjárás és a mindennapi élet (1933)
- 16. Rapaics Raymund: A kenyér és táplálékot szolgáltató növényeink története (1934)
- 17. Éhik Gyula: Prémes állatok, ezüstróka, nyérc, nyest, szkunk, nutria, házinyúl tenyésztése (1934)
- 18. Fári László – Vermes Miklós: A házigomba és az épületek elgombásodása (1934)
- 19. Moesz Gusztáv: A fényképezés új útjai (1936)
- 20. Zimmermann Gusztáv: A kanárimadár természetrajza, ápolása és betegségei (1943)
- 21–26. nem ismert vagy nem jelent meg
- 27. Vermes Miklós: A fénytan elemei – Geometriai fénytan (1944)